# Kriterium
Ett kriterium är ett krav som en företeelse måste uppfylla för att tillhöra en viss kategori. Till exempel är ett kriterium för att vara vetenskap att ha teorier som är falsifierbara.